# L'Exorciste (franchise)
Pour les articles homonymes, voir L'Exorciste et Exorciste (homonymie).
 Pour plus de détails, voir Fiche technique et Distribution
L'Exorciste (The Exorcist) est une franchise médiatique inspirée du roman du même nom de William Peter Blatty. Elle a été lancée en 1973 avec la sortie du film du même titre de William Friedkin.
La franchise met en scènes des récits fictifs de personnes possédées par des démons, notamment par l'antagoniste principal appelé Pazuzu, ainsi que les efforts des autorités religieuses pour contrer ces possessions. Elle est constituée de plusieurs films ainsi que d'une série télévisée, néanmoins, elle est composée de plusieurs lignes chronologiques différentes, les différentes œuvres n'évoluant pas toutes dans la même continuité.
Les droits de la franchise sont actuellement possédés par la société Morgan Creek Productions.

## Romans
- 1971 : L'Exorciste (The Exorcist) de William Peter Blatty (Harper & Row)
- 1983 : L'Esprit du Mal (Legion) de William Peter Blatty (Simon & Schuster)

## Films
La série commence en 1973 avec le film L'Exorciste de William Friedkin. Il est suivi par une suite directe en 1977 avec le retour de Linda Blair et réalisée par John Boorman. En 1990, un troisième film réalisé par William Peter Blatty et inspiré de son roman L'Esprit du Mal est produit. Ce dernier ouvre une seconde ligne chronologique car il ignore les événements du deuxième volet.
Au début des années 2000, le studio souhaite explorer les origines de la franchise avec une préquelle. Il produit alors Dominion: Prequel to the Exorcist de Paul Schrader, mais le projet ne plait pas et est retourné entièrement avec une nouvelle équipe. La version officielle, intitulée L'Exorciste : Au commencement et réalisée par Renny Harlin, est sortie en 2004. À la suite de l'échec du film, le studio autorise alors Dominion à être projeté dans différents festivals, ainsi qu'en salles à petite échelle. Dominion est alors considéré comme une version alternative, ouvrant une troisième ligne chronologique.
En 2023, David Gordon Green réalise L'Exorciste : Dévotion qui marque le retour d'Ellen Burstyn et Linda Blair. Ce dernier ignore les événements des suites et des préquelles et se déroule plusieurs années après le premier film. Il entame une cinquième ligne chronologique (la quatrième étant celle de la série télévisée, qu'elle ignore également). Deux autres suites à Dévotion sont annoncées,. En raison des mauvaises critiques et, surtout, de son four commercial au box-office, elles sont annulées et, détenant toujours les droits de la franchise, Blumhouse Productions engage le réalisateur Mike Flanagan, spécialisé dans le cinéma d'horreur et les séries horrifiques à succès, pour redonner un nouveau souffle à cette saga en lui confiant l'écriture, la production et la réalisation de nouveaux films L'Exorciste dans les années à venir.
- 1973 : L'Exorciste (The Exorcist) de William Friedkin
- 1977 : L'Exorciste 2 : L'Hérétique (Exorcist II: The Heretic) de John Boorman
- 1990 : L'Exorciste, la suite (The Exorcist III: Legion) de William Peter Blatty
- 2004 : L'Exorciste : Au commencement (Exorcist: The Beginning) de Renny Harlin
- 2005 : Dominion: Prequel to the Exorcist de Paul Schrader
- 2023 : L'Exorciste : Dévotion (The Exorcist: Believer) de David Gordon Green

## Série télévisée
Le 22 janvier 2016, le réseau Fox annonce la commande d'un pilote pour une série télévisée adaptée de la franchise. Le 10 mai 2016, la chaîne commande officiellement une première saison de la série.
La série se déroule plusieurs années après les événements du premier film et fait le choix d'ignorer volontairement toutes les autres suites et préquelles produites jusqu'alors, ouvrant alors la quatrième ligne chronologique de la franchise. La série adopte un format semi-anthologique, chaque saison est indépendante mais met toujours en scènes deux prêtes, le Père Tomas Ortega et le Père Marcus Keane.
Lors de la première saison, le démon Pazuzu ainsi que Regan MacNeil et Chris MacNeil font leurs retours dans l'univers de la franchise. Ces deux dernières sont néanmoins interprétées par des actrices différentes : Geena Davis et Sophie Thatcher pour Regan, ainsi que Sharon Gless pour Chris.

## Chronologie
Première ligne chronologique
| L'Exorciste | L'Exorciste | L'Exorciste | L'Exorciste | L'Exorciste | L'Exorciste |  |  | L'Exorciste 2 : L'Hérétique | L'Exorciste 2 : L'Hérétique | L'Exorciste 2 : L'Hérétique | L'Exorciste 2 : L'Hérétique | L'Exorciste 2 : L'Hérétique | L'Exorciste 2 : L'Hérétique |
| L'Exorciste | L'Exorciste | L'Exorciste | L'Exorciste | L'Exorciste | L'Exorciste |  |  | L'Exorciste 2 : L'Hérétique | L'Exorciste 2 : L'Hérétique | L'Exorciste 2 : L'Hérétique | L'Exorciste 2 : L'Hérétique | L'Exorciste 2 : L'Hérétique | L'Exorciste 2 : L'Hérétique |

Deuxième ligne chronologique
| L'Exorciste : Au commencement | L'Exorciste : Au commencement | L'Exorciste : Au commencement | L'Exorciste : Au commencement | L'Exorciste : Au commencement | L'Exorciste : Au commencement |  |  | L'Exorciste | L'Exorciste | L'Exorciste | L'Exorciste | L'Exorciste | L'Exorciste |  |  | L'Exorciste, la suite | L'Exorciste, la suite | L'Exorciste, la suite | L'Exorciste, la suite | L'Exorciste, la suite | L'Exorciste, la suite |  |  |
| L'Exorciste : Au commencement | L'Exorciste : Au commencement | L'Exorciste : Au commencement | L'Exorciste : Au commencement | L'Exorciste : Au commencement | L'Exorciste : Au commencement |  |  | L'Exorciste | L'Exorciste | L'Exorciste | L'Exorciste | L'Exorciste | L'Exorciste |  |  | L'Exorciste, la suite | L'Exorciste, la suite | L'Exorciste, la suite | L'Exorciste, la suite | L'Exorciste, la suite | L'Exorciste, la suite |  |  |

Troisième ligne chronologique
| Dominion: Prequel to the Exorcist | Dominion: Prequel to the Exorcist | Dominion: Prequel to the Exorcist | Dominion: Prequel to the Exorcist | Dominion: Prequel to the Exorcist | Dominion: Prequel to the Exorcist |  |  | L'Exorciste | L'Exorciste | L'Exorciste | L'Exorciste | L'Exorciste | L'Exorciste |  |  | L'Exorciste, la suite | L'Exorciste, la suite | L'Exorciste, la suite | L'Exorciste, la suite | L'Exorciste, la suite | L'Exorciste, la suite |  |  |
| Dominion: Prequel to the Exorcist | Dominion: Prequel to the Exorcist | Dominion: Prequel to the Exorcist | Dominion: Prequel to the Exorcist | Dominion: Prequel to the Exorcist | Dominion: Prequel to the Exorcist |  |  | L'Exorciste | L'Exorciste | L'Exorciste | L'Exorciste | L'Exorciste | L'Exorciste |  |  | L'Exorciste, la suite | L'Exorciste, la suite | L'Exorciste, la suite | L'Exorciste, la suite | L'Exorciste, la suite | L'Exorciste, la suite |  |  |

Quatrième ligne chronologique
| L'Exorciste | L'Exorciste | L'Exorciste | L'Exorciste | L'Exorciste | L'Exorciste |  |  | L'Exorciste (série télévisée) | L'Exorciste (série télévisée) | L'Exorciste (série télévisée) | L'Exorciste (série télévisée) | L'Exorciste (série télévisée) | L'Exorciste (série télévisée) |
| L'Exorciste | L'Exorciste | L'Exorciste | L'Exorciste | L'Exorciste | L'Exorciste |  |  | L'Exorciste (série télévisée) | L'Exorciste (série télévisée) | L'Exorciste (série télévisée) | L'Exorciste (série télévisée) | L'Exorciste (série télévisée) | L'Exorciste (série télévisée) |

Cinquième ligne chronologique
| L'Exorciste | L'Exorciste | L'Exorciste | L'Exorciste | L'Exorciste | L'Exorciste |  |  | L'Exorciste : Dévotion | L'Exorciste : Dévotion | L'Exorciste : Dévotion | L'Exorciste : Dévotion | L'Exorciste : Dévotion | L'Exorciste : Dévotion |
| L'Exorciste | L'Exorciste | L'Exorciste | L'Exorciste | L'Exorciste | L'Exorciste |  |  | L'Exorciste : Dévotion | L'Exorciste : Dévotion | L'Exorciste : Dévotion | L'Exorciste : Dévotion | L'Exorciste : Dévotion | L'Exorciste : Dévotion |

## Équipe technique
| Équipe technique           | L'Exorciste (1973)                                                        | L'Exorciste 2 : L'Hérétique (1977) | L'Exorciste, la suite (1990) | L'Exorciste : Au commencement (2004) | Dominion: Prequel to the Exorcist (2005)                              | L'Exorciste : Dévotion (2023)                  |
| -------------------------- | ------------------------------------------------------------------------- | ---------------------------------- | ---------------------------- | ------------------------------------ | --------------------------------------------------------------------- | ---------------------------------------------- |
| Titre original             | The Exorcist                                                              | Exorcist II: The Heretic           | The Exorcist III             | Exorcist: The Beginning              | Dominion: Prequel to the Exorcist                                     | The Exorcist: Believer                         |
| Réalisateurs               | William Friedkin                                                          | John Boorman                       | William Peter Blatty         | Renny Harlin                         | Paul Schrader                                                         | David Gordon Green                             |
| Scénaristes                | William Peter Blatty                                                      | William Goodhart                   | William Peter Blatty         | Alexi Hawley                         |                                                                       | David Gordon Green                             |
| Scénaristes                |                                                                           | John Boorman (non crédité)         |                              | William Wisher Jr.                   | William Wisher Jr.                                                    | Peter Sattler                                  |
| Scénaristes                |                                                                           | Rospo Pallenberg (non crédité)     |                              | Caleb Carr                           | Caleb Carr                                                            | Scott Teems (histoire)Danny McBride (histoire) |
| Photographie               | Owen Roizman                                                              | William A. Fraker                  | Gerry Fisher                 | Vittorio Storaro                     | Vittorio Storaro                                                      | Michael Simmonds                               |
| Montage                    | Norman Gay                                                                | Tom Priestley                      | Peter Lee-Thompson           | Mark Goldblatt                       | Tim Silano                                                            | n/a                                            |
| Montage                    | Evan A. Lottman                                                           | John Merritt                       | Todd C. Ramsay               | Todd E. Miller                       | Tim Silano                                                            | n/a                                            |
| Musique                    | divers artistes (Mike Oldfield, Jack Nitzsche, Krzysztof Penderecki, ...) | Ennio Morricone                    | Barry De Vorzon              | Trevor Rabin                         | divers artistes (Trevor Rabin, Angelo Badalamenti, Dog Fashion Disco) | NC                                             |
| Producteurs                | William Peter Blatty                                                      | John Boorman                       | Carter DeHaven               |                                      | David C. Robinson                                                     | Jason Blum                                     |
| Producteurs                | Noel Marshall                                                             | Richard Lederer                    | Steve Jaffe                  |                                      | Wayne Morris                                                          | David Gordon Green                             |
| Producteurs                | David Salven                                                              | Charles Orme                       | James G. Robinson (en)       | James G. Robinson (en)               | James G. Robinson (en)                                                | James G. Robinson (en)                         |
| Producteurs                |                                                                           |                                    | Joe Roth                     |                                      | Guy McElwaine                                                         | Danny McBride                                  |
| Sociétés de production     | Warner Bros.                                                              | Warner Bros.                       | Warner Bros.                 | Warner Bros.                         | Warner Bros.                                                          | Blumhouse Productions                          |
| Sociétés de production     | Hoya Productions                                                          | Richard Lederer Productions        | Morgan Creek Productions     | Morgan Creek Productions             | Morgan Creek Productions                                              | Morgan Creek Productions                       |
| Sociétés de distribution   | Warner Bros.                                                              | Warner Bros.                       | Warner Bros.                 | Warner Bros.                         | Warner Bros.                                                          | Universal Pictures                             |
| Dates de sortie États-Unis | 26 décembre 1973                                                          | 17 juin 1977                       | 17 août 1990                 | 20 août 2004                         | 20 mai 2005                                                           | 6 octobre 2023                                 |
| Dates de sortie États-Unis | 22 septembre 2000 (version intégrale)                                     | 17 juin 1977                       | 17 août 1990                 | 20 août 2004                         | 20 mai 2005                                                           | 6 octobre 2023                                 |
| Dates de sortie France     | 11 septembre 1974                                                         | 25 janvier 1978                    | 9 janvier 1991               | 17 novembre 2004                     | non sorti                                                             | 11 octobre 2023                                |
| Dates de sortie France     | 14 mars 2001 (version intégrale)                                          | 25 janvier 1978                    | 9 janvier 1991               | 17 novembre 2004                     | non sorti                                                             | 11 octobre 2023                                |
| Durée                      | 122 minutes                                                               | 118 minutes                        | 110 minutes                  | 116 minutes                          | 117 minutes                                                           | [n/a]                                          |
| Durée                      | 132 minutes (version intégrale)                                           | 118 minutes                        | 110 minutes                  | 116 minutes                          | 117 minutes                                                           | [n/a]                                          |

## Distribution récurrente
| Personnages          | Films                                             | Films                | Films                        | Films                  | Films                                    | Films                         | Série                                             |
| Personnages          | L'Exorciste (1973)                                | L'Hérétique (1977)   | L'Exorciste, la suite (1990) | Au commencement (2004) | Dominion: Prequel to the Exorcist (2005) | L'Exorciste : Dévotion (2023) | L'Exorciste (2016-17)                             |
| -------------------- | ------------------------------------------------- | -------------------- | ---------------------------- | ---------------------- | ---------------------------------------- | ----------------------------- | ------------------------------------------------- |
| Pazuzu               | Eileen Dietz (visage) Mercedes McCambridge (voix) | Karen Knapp (voix)   | Colleen Dewhurst (voix)      | Rupert Degas (voix)    | Mary Beth Hurt (voix)                    |                               | Robert Emmet Lunney (visage) David Hewlett (voix) |
| Père Merrin          | Max von Sydow                                     | Max von Sydow        |                              | Stellan Skarsgård      | Stellan Skarsgård                        |                               |                                                   |
| Regan MacNeil        | Linda Blair                                       | Linda Blair          |                              |                        |                                          | Linda Blair (caméo)           | Geena Davis (adulte) Sophie Thatcher (jeune)      |
| Chris MacNeil        | Ellen Burstyn                                     |                      |                              |                        |                                          | Ellen Burstyn                 | Sharon Gless                                      |
| Lieutenant Fromme    | William Peter Blatty                              | William Peter Blatty |                              |                        |                                          |                               |                                                   |
| Sharon Spencer       | Kitty Winn                                        | Kitty Winn           |                              |                        |                                          |                               |                                                   |
| Père Karras          | Jason Miller                                      |                      | Jason Miller                 |                        |                                          |                               |                                                   |
| Lieutenant Kinderman | Lee J. Cobb                                       |                      | George C. Scott              |                        |                                          |                               |                                                   |
| Père Dyer            | William O'Malley                                  |                      | Ed Flanders                  |                        |                                          |                               |                                                   |
| Père Kanavan         | Thomas Bermingham                                 |                      | Harry Carey Jr.              |                        |                                          |                               |                                                   |
| Major Harris         |                                                   |                      |                              | Ralph Brown            | Ralph Brown                              |                               |                                                   |
| Major Granville      |                                                   |                      |                              | Julian Wadham          | Julian Wadham                            |                               |                                                   |
| Chuma                |                                                   |                      |                              | Andrew French          | Andrew French                            |                               |                                                   |
| Jomo                 |                                                   |                      |                              | Israel Aduramo         | Israel Aduramo                           |                               |                                                   |
| Emekwi               |                                                   |                      |                              | Eddie Osei             | Eddie Osei                               |                               |                                                   |
| Lieutenant Kessel    |                                                   |                      |                              | Antonie Kamerling      | Antonie Kamerling                        |                               |                                                   |
| Père Francis         |                                                   |                      |                              | James D'Arcy           | Gabriel Mann                             |                               |                                                   |

## Accueil

### Critique
| Film                              | Rotten Tomatoes     | Metacritic            | AlloCiné             |
| --------------------------------- | ------------------- | --------------------- | -------------------- |
| L'Exorciste                       | 83% (83 critiques)  | 81/100 (21 critiques) | 3,3⁄5 (12 critiques) |
| L'Exorciste 2 : L'Hérétique       | 15% (27 critiques)  | 39/100 (11 critiques) | NC                   |
| L'Exorciste, la suite             | 59% (41 critiques)  | 43/100 (19 critiques) | NC                   |
| L'Exorciste : Au commencement     | 10% (134 critiques) | 30/100 (22 critiques) | 2,3⁄5 (13 critiques) |
| Dominion: Prequel to the Exorcist | 30% (46 critiques)  | 55/100 (16 critiques) | NC                   |
| L'Exorciste (série TV)            | 89% (11 critiques)  | 62/100 (29 critiques) | 3,4⁄5 (15 critiques) |

### Box-office
| Film                              | Année | Recettes                   | Recettes       | Recettes      | Nombre d'entrées  | Nombre d'entrées  | Budget       | Sources |
| Film                              | Année | États-Unis Canada          | Reste du monde | Mondial       | France            | Île-de-France     | Budget       | Sources |
| --------------------------------- | ----- | -------------------------- | -------------- | ------------- | ----------------- | ----------------- | ------------ | ------- |
| L'Exorciste                       | 1973  | 193 000 000 $              | 208 400 000 $  | 401 400 000 $ | 5 397 450 entrées | 1 198 900 entrées | 12 000 000 $ | ,       |
| L'Exorciste 2 : L'Hérétique       | 1977  | 30 749 142 $               | NC             | 30 749 142    | 720 861 entrées   | NC                | 14 000 000   | ,       |
| L'Exorciste, la suite             | 1990  | 26 098 824 $               | 12 925 427 $   | 39 024 251 $  | 65 326 entrées    | NC                | 11 000 000   | ,       |
| L'Exorciste (director's cut)      | 2000  | 39 671 011 $               | 72 382 055 $   | 112 053 066 $ | 1 301 872 entrées | 255 179 entrées   | 11 000 000 $ | ,       |
| L'Exorciste : Au commencement     | 2004  | 41 821 986 $               | 36 178 600 $   | 78 000 586 $  | 348 023 entrées   | 103 185 entrées   | 80 000 000 $ | ,       |
| Dominion: Prequel to the Exorcist | 2005  | 251 495 $ (sortie limitée) | NC             | 251,495 $     | non sorti         | non sorti         | 30 000 000   | [ 33 ]  |

## Autres médias

### Théâtre
En 2012, une pièce de théâtre basée sur le roman a été lancée à la Geffen Playhouse à Los Angeles. Développé par John Pielmeier, le spectacle a ensuite été joué en Angleterre à partir de 2016.

### Jeu vidéo
Un jeu vidéo en réalité virtuelle, intitulé The Exorcist: Legion VR, a été publié sur Steam, Oculus et PlayStation en 2018. Il est basé sur les évènements du troisième film, L'Exorciste, la suite,,,.